# Acrocercops imperfecta
Acrocercops imperfecta là một loài bướm đêm thuộc họ Gracillariidae. Nó được tìm thấy ở Ai Cập.